# John C. Frémont
John Charles Frémont (Savannah, 21 de janeiro de 1813 – Nova Iorque, 13 de julho de 1890) foi um explorador, oficial militar e político americano. Ele foi um senador dos Estados Unidos pela Califórnia e, em 1856, foi o primeiro candidato republicano à Presidência dos Estados Unidos. Ele era um oponente da escravidão.

## Vida
Nascido na Geórgia, Frémont adquiriu protetores masculinos após a morte de seu pai e tornou-se proficiente em matemática, ciências e agrimensura. Durante a década de 1840, ele liderou cinco expedições ao oeste dos Estados Unidos e ficou conhecido como "The Pathfinder". Durante a Guerra Mexicano-Americana, Frémont, um major do Exército dos EUA, assumiu o controle da Califórnia da República da Califórnia em 1846. Frémont foi condenado em corte marcial por motim e insubordinação após um conflito sobre quem era o militar de direito governador da Califórnia. Depois que sua sentença foi comutada e ele foi reintegrado pelo presidente Polk, Frémont demitiu-se do Exército. Frémont liderou uma quarta expedição privada, que custou dez vidas, buscando uma rota ferroviária sobre as montanhas em torno do paralelo 38 no inverno de 1849.
Depois, Frémont se estabeleceu na Califórnia em Monterey enquanto comprava terras baratas no sopé da Sierra. Quando ouro foi encontrado em sua fazenda em Mariposa, Frémont se tornou um homem rico durante a Corrida do Ouro na Califórnia, mas logo foi atolado em ações judiciais por reivindicações de terras, entre a expropriação de vários proprietários de terras durante a Guerra Mexicano-Americana. Esses casos foram resolvidos pela Suprema Corte dos Estados Unidos, que permitiu a Frémont ficar com sua propriedade. A quinta e última expedição de Frémont com financiamento privado, entre 1853 e 1854, pesquisou uma rota para uma ferrovia transcontinental. Frémont tornou-se um dos primeiros dois senadores dos EUA eleitos pelo novo estado da Califórnia em 1850. Frémont foi o primeiro candidato presidencial do novo Partido Republicano, levando a maior parte do Norte. Ele perdeu a eleição presidencial de 1856 para o democrata James Buchanan quando Know Nothings dividiu a votação. No início da Guerra Civil Americana em 1861, ele recebeu o comando do Departamento do Oeste pelo presidente Abraham Lincoln.
Embora Frémont tenha tido sucessos durante seu breve mandato lá, ele dirigiu seu departamento com autocracia e tomou decisões precipitadas sem consultar o presidente Lincoln ou o quartel-general do Exército. Ele emitiu um édito de emancipação não autorizado e foi dispensado de seu comando por insubordinação por Lincoln. Frémont nomeou o futuro comandante-em-chefe Ulysses S. Grant para seu primeiro comando (a cidade estrategicamente importante de Cairo, Illinois), e escreveu mais tarde que viu em Grant uma "vontade de ferro" para lutar. Frémont expulsou os confederados do sudoeste do Missouri e reocupou Springfield, o único sucesso da União no Ocidente em 1861. Após um breve mandato de serviço no Departamento de Montanha em 1862, Frémont residiu em Nova York, aposentando-se do Exército em 1864. Frémont foi nomeado presidente em 1864 pelo Partido da Democracia Radical, um facção dissidente de republicanos abolicionistas, mas ele se retirou antes das eleições. Após a Guerra Civil, Frémont perdeu grande parte de sua riqueza na malsucedida Pacific Railroad em 1866, e perdeu mais no Pânico de 1873. Frémont serviu como governador do Arizona de 1878 a 1881. Após sua renúncia como governador, Frémont se aposentou da política e morreu na miséria na cidade de Nova York em 1890.
Os historiadores retratam Frémont como controverso, impetuoso e contraditório. Alguns estudiosos o consideram um herói militar de realizações significativas, enquanto outros o veem como um fracassado que repetidamente derrotou seus melhores propósitos. As chaves para o caráter e personalidade de Frémont podem estar em ele ter nascido ilegitimamente, ambicioso impulso para o sucesso, autojustificação e comportamento passivo-agressivo. Os relatórios publicados de Frémont e mapas produzidos a partir de suas explorações contribuíram significativamente para a emigração americana massiva para o Ocidente a partir de 1840. Em junho de 1846, o retorno de Frémont e sua expedição do exército à Califórnia estimulou a formação do Batalhão da Califórnia, e seu conselho militar levou à captura de Sonoma e à formação da Bear Flag Republic. Durante sua vida, muitas pessoas acreditaram que sua corte marcial de 1848 era injustificada. Seu biógrafo Allan Nevins escreveu que Frémont viveu uma vida dramática, de sucessos notáveis e fracassos sombrios.

## Galeria

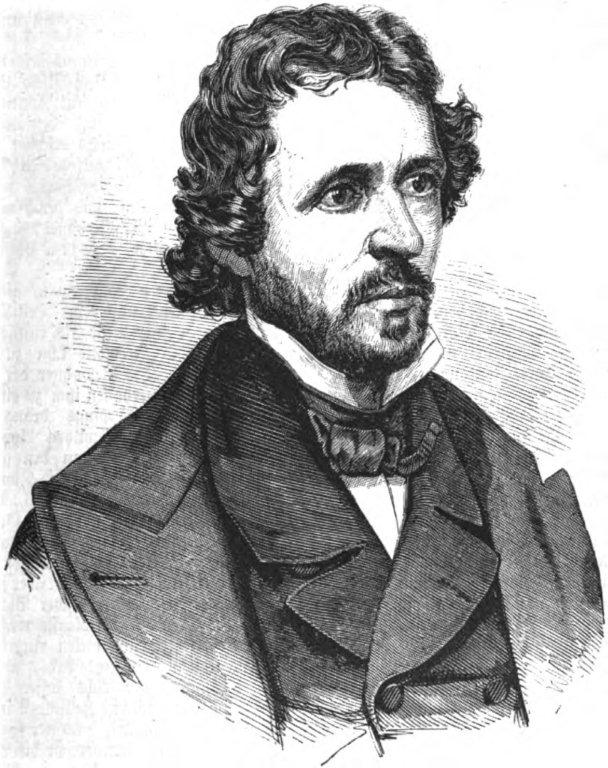
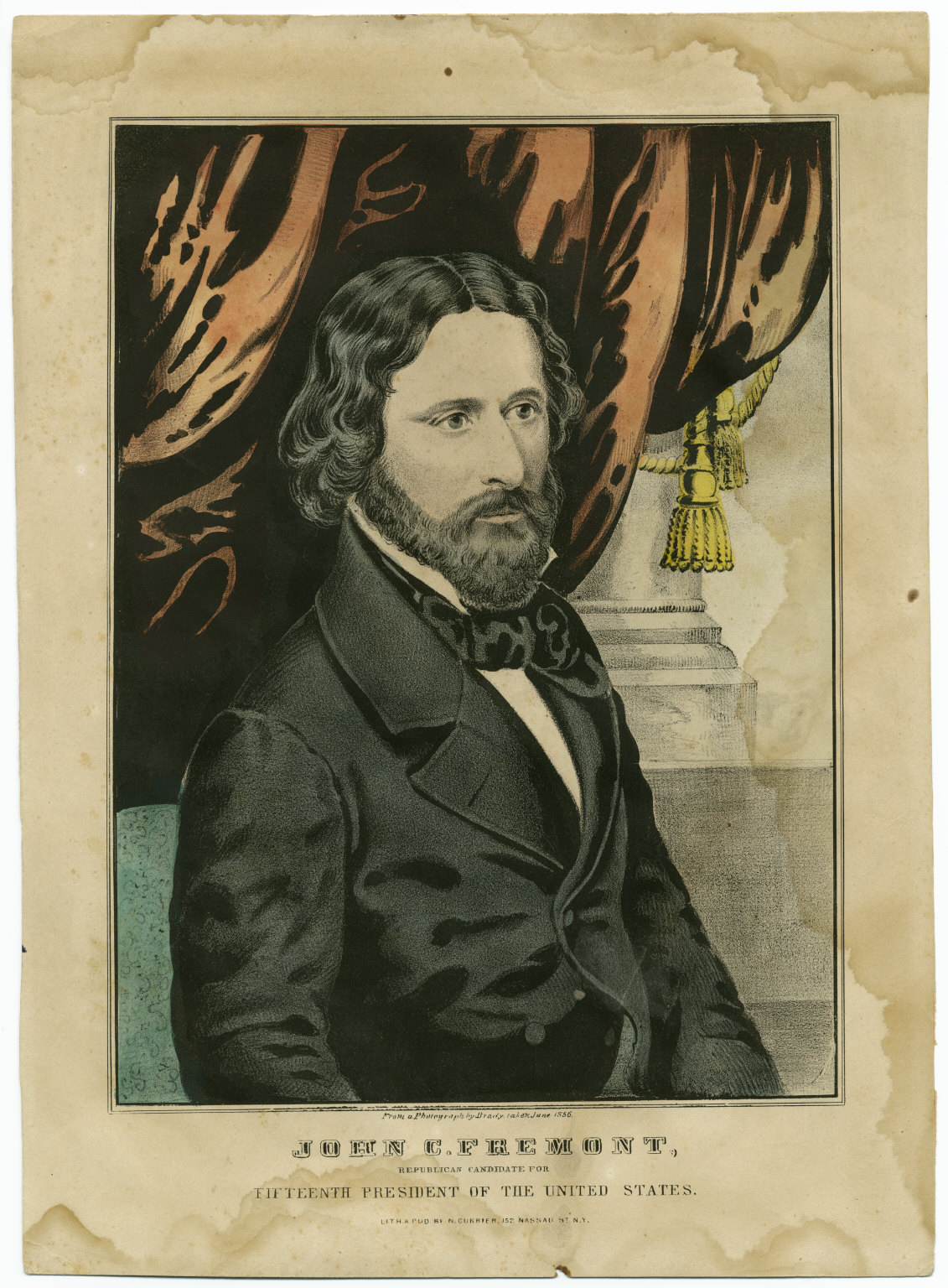
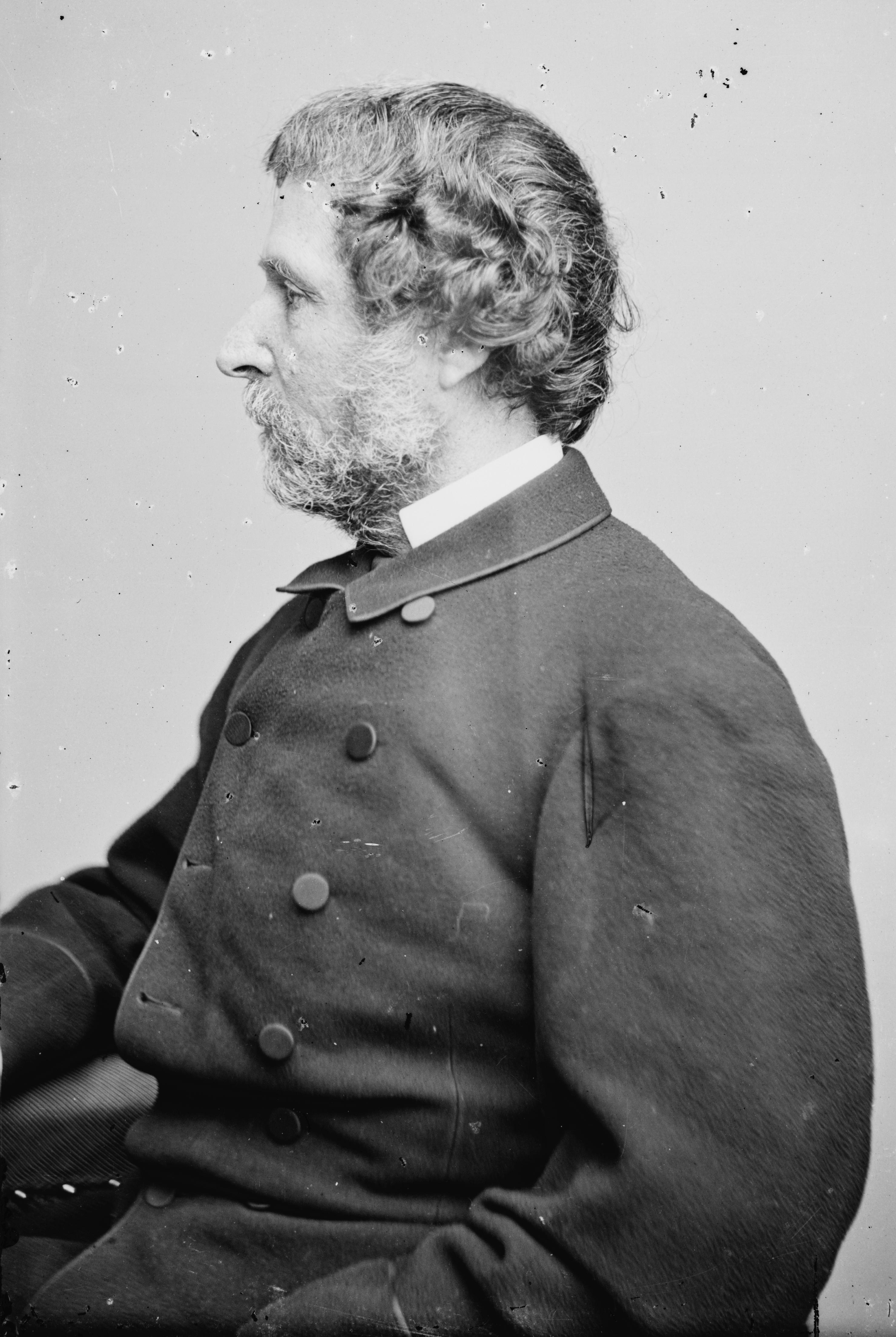
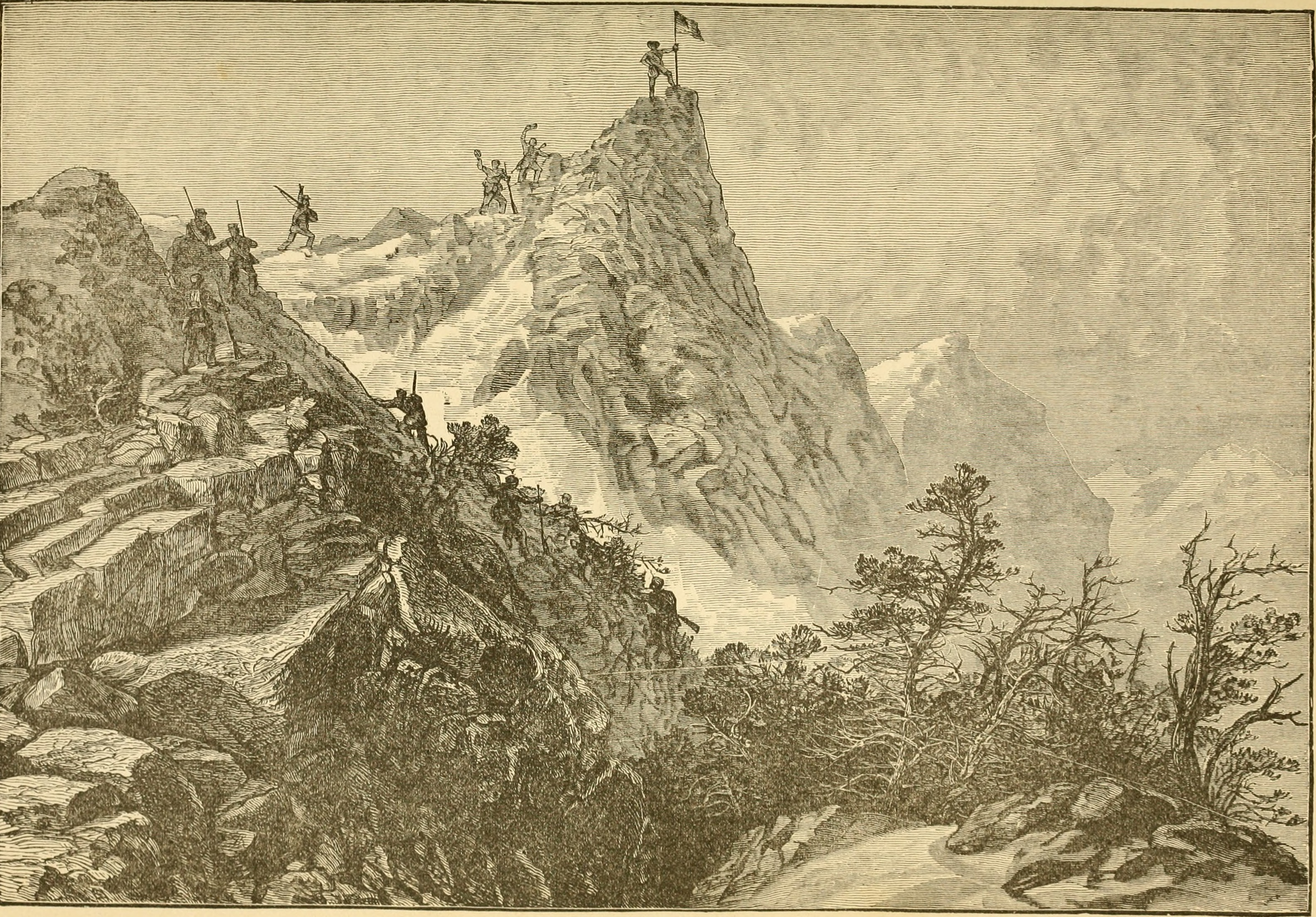
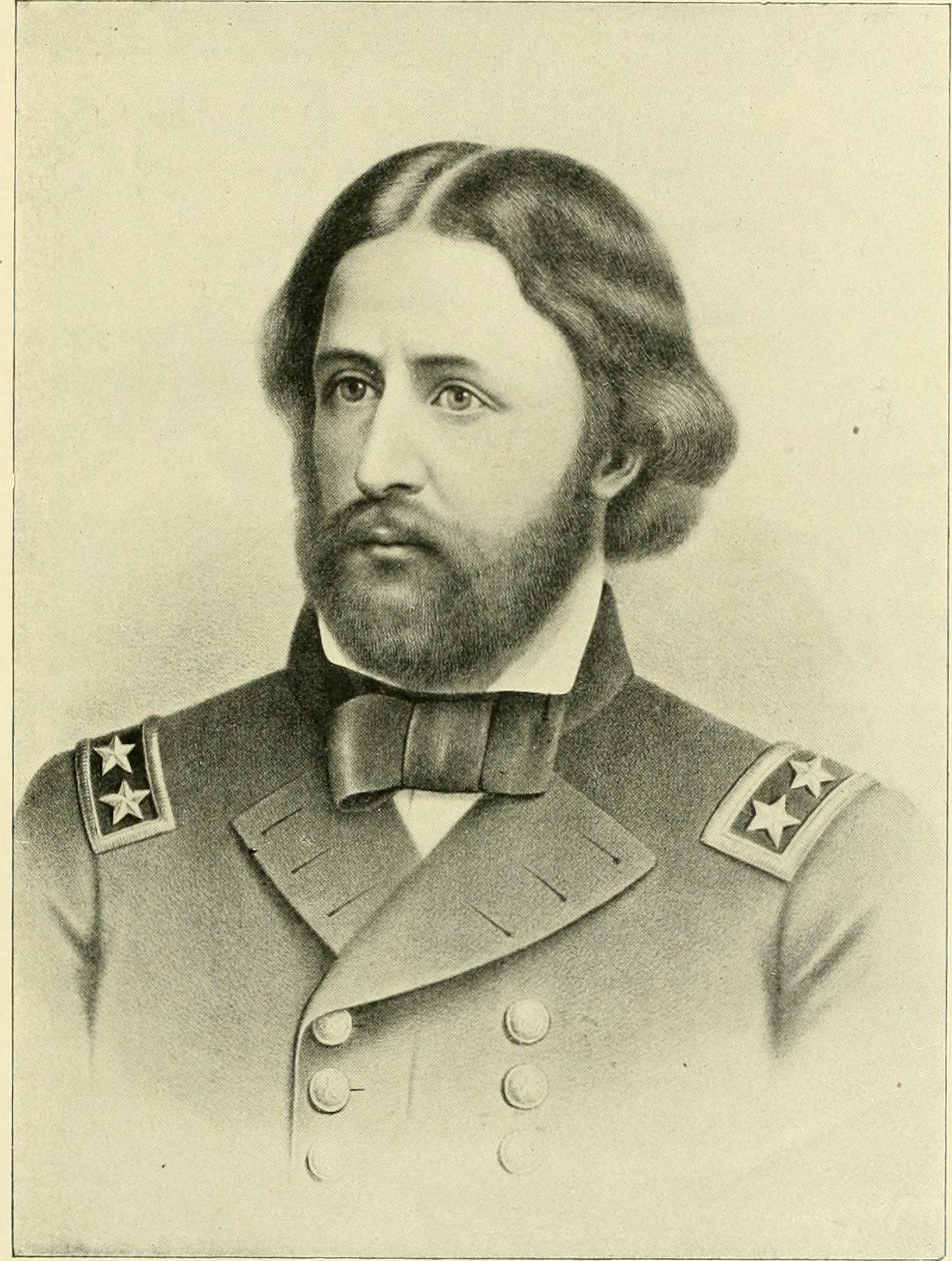
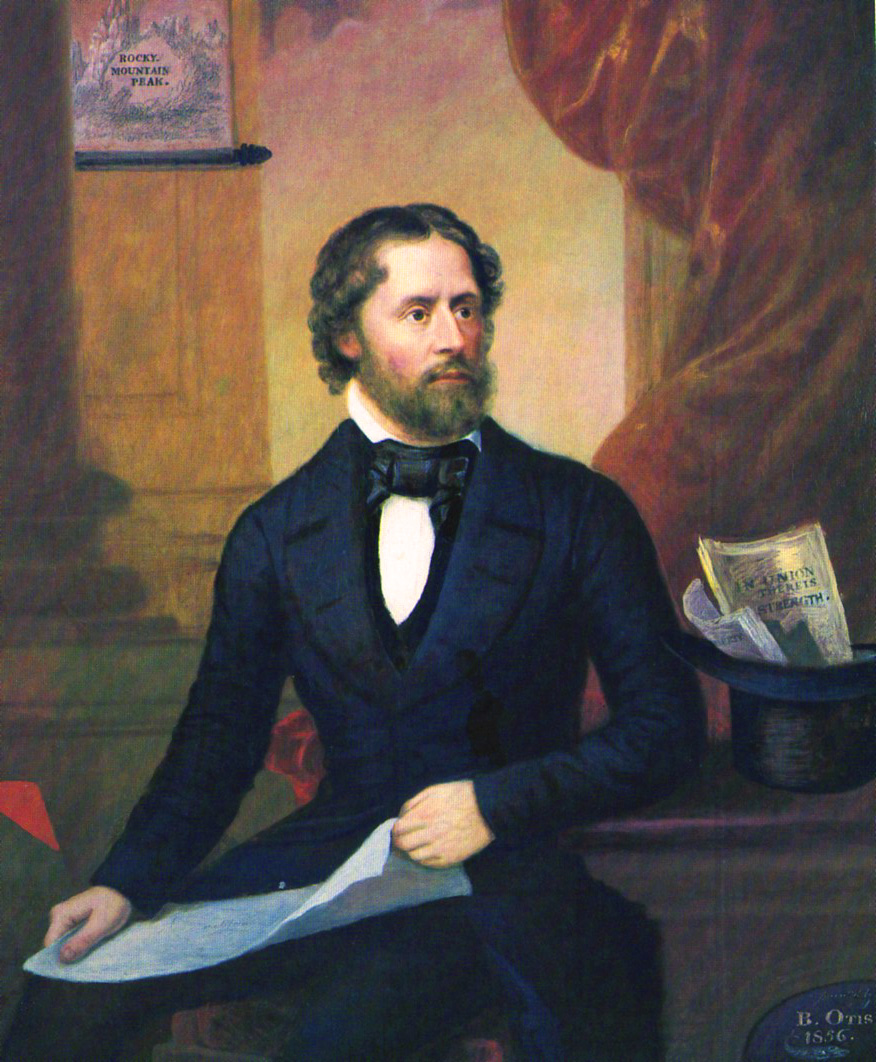
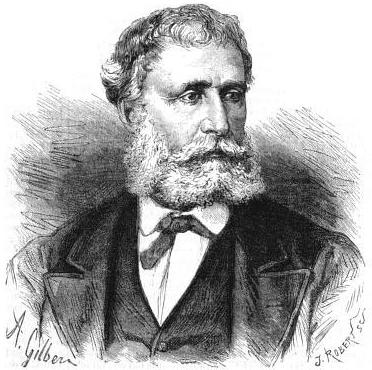